# لاعبون عرب في الدواري الخمسة الكبرى (موسم 2020-2021)
فيما يلي قائمة جزئية بأسماء لاعبي كرة قدم عرب (أو من أصول عربية) في الدواري الخمسة الكبرى في أوروبا في موسم 2020-2021. المعلومات مأخوذة من موقع ترانسفرماركت.

## الدوري الإسباني
| اللاعب       | الاسم بالأحرف االلاتينية | النادي الحالي 2020-2021 | رقم القميص | الجنسية الأم | الجنسية الحالية | اللعب الدولي   |
| ------------ | ------------------------ | ----------------------- | ---------- | ------------ | --------------- | -------------- |
| أسامة ادريسي | Yassine Bono             | إشبيلية                 | 23         | المغرب       | المغرب، هولندا  | المغرب         |
| كريم بنزيما  | Karim Benzema            | ريال مدريد              | 10         | الجزائر      | فرنسا           | فرنسا          |
| ياسين بونو   | Yassine Bono             | إشبيلية                 | 13         | المغرب       | المغرب، كندا    | المغرب         |
| منير الحدادي | Munir El-Haddadi         | إشبيلية                 | 11         | المغرب       | المغرب، إسبانيا | المغرب         |
| كريم رقيق    | Karim Rekik              | إشبيلية                 | 4          | تونس         | تونس، هولندا    | هولندا (سابقًا) |
| نبيل فقير    | Nabil Fekir              | ريال بيتيس              | 8          | الجزائر      | فرنسا           | فرنسا          |
| عيسى ماندي   | Aïssa Mandi              | ريال بيتيس              | 23         | الجزائر      | الجزائر، فرنسا  | الجزائر        |
| يوسف النصيري | Youssef En-Nesyri        | إشبيلية                 | 15         | المغرب       | المغرب          | المغرب         |
| جواد اليميق  | Jaouad El Yamiq          | بلد الوليد              | 15         | المغرب       | المغرب          | المغرب         |

## الدوري الألماني
| اللاعب         | الاسم بالأحرف االلاتينية | النادي الحالي 2020-2021 | رقم القميص | الجنسية الأم | الجنسية الحالية | اللعب الدولي |
| -------------- | ------------------------ | ----------------------- | ---------- | ------------ | --------------- | ------------ |
| أيمن برقوق     | Aymen Barkok             | آينتراخت فرانكفورت      | 27         | المغرب       | ألمانيا         | المغرب       |
| إسحاق بلفوضيل  | Ishak Belfodil           | هوفنهايم                | 19         | الجزائر      | الجزائر، فرنسا  | الجزائر      |
| رامي بن سبعيني | Ramy Bensebaini          | بوروسيا مونشنغلادباخ    | 25         | الجزائر      | الجزائر، فرنسا  | الجزائر      |
| نبيل بن طالب   | Nabil Bentaleb           | شالكه                   | 10         | الجزائر      | الجزائر، فرنسا  | الجزائر      |
| أمين حارث      | Amine Harit              | شالكه                   | 25         | المغرب       | المغرب، فرنسا   | المغرب       |
| إلياس الصخيري  | Ellyes Skhiri            | كولن                    | 28         | تونس         | تونس، فرنسا     | تونس         |
| حمزة منديل     | Hamza Mendyl             | شالكه                   | 3          | المغرب       | المغرب          | المغرب       |

## الدوري الإنكليزي
| اللاعب             | الاسم بالأحرف االلاتينية     | النادي الحالي 2020-2021                                | رقم القميص | الجنسية الأم                          | الجنسية الحالية | اللعب الدولي |
| ------------------ | ---------------------------- | ------------------------------------------------------ | ---------- | ------------------------------------- | --------------- | ------------ |
| سعيد بن رحمة       | Saïd Benrahma                | وست هام                                                | 9          | الجزائر                               | فرنسا           | الجزائر      |
| محمود حسن تريزيجيه | Mahmoud Ahmed Ibrahim Hassan | أستون فيلا                                             | 17         | مصر                                   | مصر             | مصر          |
| حكيم زياش          | Hakim Ziyech                 | تشيلسي                                                 | 22         | المغرب                                | المغرب، هولندا  | المغرب       |
| رومان سايس         | Romain Saïss                 | وولفرهامبتون                                           | 27         | المغرب (لجهة الأب)، فرنسا (لجهة الأم) | المغرب، فرنسا   | المغرب       |
| محمد صلاح          | Mohamed Salah                | نادي ليفربول                                           | 11         | مصر                                   | مصر             | مصر          |
| إسلام سليماني      | Islam Slimani                | ليستر سيتي (انتقل إلى ليون في فترة الانتقالات الشتوية) | 13         | الجزائر                               | الجزائر         | الجزائر      |
| محمد النني         | Mohamed Elneny               | نادي أرسنال                                            | 25         | مصر                                   | مصر             | مصر          |

## الدوري الإيطالي
| اللاعب          | الاسم بالأحرف االلاتينية | النادي الحالي 2020-2021 | رقم القميص | الجنسية الأم                          | الجنسية الحالية | اللعب الدولي |
| --------------- | ------------------------ | ----------------------- | ---------- | ------------------------------------- | --------------- | ------------ |
| سفيان أمرابط    | Sofyan Amrabat           | فيورنتينا               | 25         | المغرب                                | هولندا          | المغرب       |
| أحمد بن علي     | Ahmad Benali             | كروتوني                 | 10         | ليبيا                                 | ليبيا، بريطانيا | ليبيا        |
| إسماعيل بن ناصر | Ismaël Bennacer          | ميلان                   | 4          | الجزائر، المغرب                       | الجزائر، فرنسا  | الجزائر      |
| مهدي بوربيعة    | Mehdi Bourabia           | ساسولو                  | 68         | المغرب                                | المغرب، فرنسا   | المغرب       |
| أشرف حكيمي      | Achraf Hakimi            | إنتر ميلان              | 2          | المغرب                                | المغرب، إسبانيا | المغرب       |
| سامي خضيرة      | Sami Khedira             | يوفنتوس                 | 6          | تونس (لجهة الأب)، ألمانيا (لجهة الأم) | ألمانيا         | ألمانيا      |
| فوزي غلام       | Faouzi Ghoulam           | نابولي                  | 31         | الجزائر                               | الجزائر، فرنسا  | الجزائر      |
| محمد فارس       | Mohamed Fares            | لاتسيو                  | 96         | الجزائر                               | فرنسا           |              |

## الدوري الفرنسي
| اللاعب          | الاسم بالأحرف االلاتينية | النادي الحالي 2020-2021      | رقم القميص | الجنسية الأم      | الجنسية الحالية | اللعب الدولي         |
| --------------- | ------------------------ | ---------------------------- | ---------- | ----------------- | --------------- | -------------------- |
| ريان آيت نوري   |                          | أنجيه (إعارة مع ولفرهامبتون) |            | الجزائر           | فرنسا           | الجزائر              |
| حارس بلقبلة     | Haris Belkebla           | بريست                        | 7          | الجزائر           | فرنسا           | الجزائر              |
| سامي بن شامة    | Samy Benchama            | مونبلييه                     | 26         | الجزائر           | الجزائر، فرنسا  |                      |
| سامي بن عمر     | Sami Ben Amar            | نيم                          | 24         | المغرب            | المغرب، فرنسا   | المغرب تحت 23 سنة    |
| جمال بن العمري  | Djamel Benlamri          | ليون                         | 3          | الجزائر           | الجزائر         | الجزائر              |
| وسام بن يدر     | Wissam Ben Yedder        | موناكو                       | 9          | تونس، فرنسا       | تونس            | فرنسا                |
| ياسين بنزية     | Yassine Benzia           | ديجون                        | 10         | الجزائر           | الجزائر         | الجزائر (سابقًا)      |
| رياض بودبوز     | Ryad Boudebouz           | سانت ايتيين                  | 7          | الجزائر           | فرنسا           | الجزائر              |
| فريد بولاية     | Farid Boulaya            | مس                           | 10         | الجزائر           | فرنسا           | الجزائر              |
| رومان حمومة     | Romain Hamouma           | سانت ايتيين                  | 21         | الجزائر           | فرنسا           |                      |
| وهبي خزري       | Wahbi Khazri             | سانت ايتيين                  | 10         | تونس              | تونس            | تونس                 |
| أندي ديلور      | Andy Delort              | مونبلييه                     | 9          | الجزائر           | الجزائر، فرنسا  | الجزائر              |
| مهدي زرقان      | Mehdi Zerkane            | بوردو                        | 8          | الجزائر           | فرنسا           | الجزائر              |
| ريان شرقي       | Rayan Cherki             | ليون                         | 18         | الجزائر           | فرنسا           |                      |
| فؤاد شفيق       | Fouad Chafik             | ديجون                        | 26         | المغرب            | المغرب          |                      |
| منير شويعر      | Mounir Chouiar           | ديجون                        | 21         | المغرب، موريتانيا | فرنسا، المغرب   | فرنسا تحت 21 (سابقًا) |
| يونس عبد الحميد | Yunis Abdelhamid         | رانس                         | 5          | المغرب            | فرنسا           | المغرب               |
| كريم عريبي      | Karim Aribi              | نيم                          | 13         | الجزائر           | الجزائر         | الجزائر              |
| يوسف عطال       | Youcef Atal              | نيس                          | 20         | الجزائر           | الجزائر         | الجزائر              |
| سفيان العكوش    | Sofiane Alakouch         | نيم                          | 29         | المغرب            | المغرب، فرنسا   |                      |
| رشيد عليوي      | Rachid Alioui            | نيم                          | 7          | المغرب            | المغرب، فرنسا   | المغرب               |
| يانيس عمور      | Yanis Ammour             | مونبلييه                     | 18         | تونس              | تونس، فرنسا     |                      |
| حسام عوار       | Houssem Aouar            | ليون                         | 13         | الجزائر           | فرنسا           | فرنسا                |
| عادل عوشيش      | Adil Aouchiche           | سانت ايتيين                  | 17         | الجزائر           | فرنسا           |                      |
| أمين غويري      | Amin Gouiri              | نيس                          | 11         | الجزائر           | فرنسا           | فرنسا                |
| أبو بكر كامارا  | Aboubakar Kamara         | ديجون                        | 27         | موريتانيا         | موريتانيا       | موريتانيا            |